# Ли Буль
Ли Буль (род. 1964[…], Йонджу, Кёнсан-Пукто) — современная художница-скульптор и инсталлятор из Южной Кореи, появившаяся на художественной сцене в конце 1980-х годов. Её работы ставят под сомнение патриархальную власть и маргинализацию женщин, раскрывая идеологии, пронизывающие культурную и политическую сферы. Эти темы формируются в холодных скульптурах и инсталляциях, которые отражают идеалы футуристического общества. Ли Буль была названа самым известным художником в Южной Корее.

## Биография
Ли Буль родилась 25 января 1964 года в городе Йонджу, провинция Кёнсан-Пукто, Республика Корея. Изучала скульптуру в Университете Хоник, Сеул, окончив его в 1987 году.

## Творчество
Большинство произведений Ли Буль — это инсталляции.

### «Ты мне нужен (монумент)»
С 1996 по 1999 год Ли Буль создала 3 инсталляции. Одна из них носит название «Ты мне нужен (монумент)» (1996). Эта инсталляция представляет собой вздувающийся фаллический объект с фотографией Буль, одетой в нижнее бельё, на передней панели. Внизу находится множество педалей, использующихся для надувания инсталляции. Использование педалей, по мнению Ли Буль, привлекает внимание к вкладу общества в традиционные идеалы.

### Скульптуры киборгов
Серия скульптур киборгов Буль, созданная в 1997—2011 годах, стала широко известной. Серия началась с «Красного киборга» и «Синего киборга» в 1997-98 годы. Эти и последующие работы содержат обезглавленные антропоморфные формы, в которых часто отсутствует рука, нога или и то, и другое. Хотя в телах прочитывается женская фигура, идея создания киборгов выходит за рамки таких различий как пол, раса и класс. Шнуры, прикреплённые к формам, олицетворяют собой восстановление и исцеление. Эти скульптуры передают сообщение о том, что фигуры могут быть созданы такими, какими они хотели бы быть, независимо от пола или расы. Ли Буль заявила, что «киборг — это тропа для нашего страха и увлечения сверхъестественным».

## Выставки
Ли Буль проводила персональные выставки по всему миру, включая Live Forever в Новом музее современного искусства, Нью-Йорк и Галерее современного искусства «Электростанция», Торонто. Также работы Ли выставлены во многих музеях, в том числе в Фонде Картье, Париж, Музее современного искусства Австралии, Сидней, Музее современного искусства в городе Марсель, Японском фонде, Токио и других.

## Признание и награды
- 1998: арт-премия Hugo Boss[16].
- 1999: участие в 48-й Венецианской биеннале[17].
- 2002: 13-я Корейская премия им. Сок Джу.
- 2014: премия на 10-й Корейской биеннале в Кванджу.
- 2016: Французский орден искусств[18].
- 2019: премия Хоам в сфере искусства[19].